# Istituto italiano per l'Africa e l'Oriente
L'Istituto italiano per l'Africa e l'Oriente (o IsIAO) è stato un ente pubblico non economico, posto sotto la sorveglianza del Ministero degli esteri, a base associativa (circa 300 soci). L'IsIAO ha operato attivamente nel campo della promozione culturale fra l'Italia e i Paesi dell'Africa e dell'Asia. È stato posto in liquidazione coatta amministrativa nel gennaio 2012.

## Storia
Nato nel 1995 dalla fusione dell'Istituto italiano per il Medio ed Estremo Oriente (IsMEO), fondato nel 1933 da Giovanni Gentile e Giuseppe Tucci, con l'Istituto italo-africano (IIA), fondato nel 1906.
Presieduto da Gherardo Gnoli, ha costituito centri di studio e di ricerca, organizzato mostre e conferenze, patrocinato convegni e seminari specialistici, edito riviste e pubblicazioni di riconosciuto valore accademico, istituito, sin dagli anni 1950, corsi di lingue e culture africane e orientali, restaurato siti prestigiosi (quali. per es., Persepoli in Iran) ed avviato programmi di cooperazione nel campo della conservazione e del restauro, sottoscritto convenzioni e gemellaggi con analoghi enti accademici ed università sia italiani che stranieri, realizzando tutto ciò con il concorso dei suoi soci e di un gran numero di esperti e docenti di formazione orientalistica ed africanistica. Inoltre, al fine di promuovere e coordinare attività scientifiche internazionali, si è avvalso di una rete di oltre 120 accordi e convenzioni in Italia e all'estero con Università, Ministeri, Accademie ed Enti di ricerca.
A causa di insuperabili problemi economico-finanziari, l'IsIAO è stato posto in liquidazione con disposizione congiunta del Ministero degli esteri e del Ministero dell'economia l'11 novembre 2011 (Gazzetta Ufficiale n. 11 del 14 gennaio 2012).

## Sezioni
L'IsIAO possedeva, oltre alla sede centrale in via Aldrovandi 16 a Roma, 3 sezioni su territorio nazionale, a Milano, Ravenna e Fano, e 3 sezioni all'estero, Kyoto, Shanghai e Saidu Sharif; quest'ultima è operativa da oltre 50 anni soprattutto nel settore archeologico.
La Italian School of East Asian Studies (ISEAS) di Kyoto, istituita nel 1982, realizza ricerche, convegni e pubblicazioni sul Giappone e sull'Asia orientale. È diretta dal professor Silvio Vita.
La Sezione di Shanghai, istituita nel 2007 e diretta dal professor Giorgio Casacchia, ha consolidato i legami con la Cina nelle varie attività dell'Istituto.

## Studi e ricerche
Attraverso il suo Centro scavi e ricerche archeologiche e i suoi numerosi centri di ricerca (di bioarcheologia, lessicografia, etc.) l'istituto ha organizzato, per oltre cinquanta anni, missioni archeologiche, etnografiche ed etnolinguistiche. Esse sono attualmente operative in Afghanistan, Armenia, Cina, Giordania, Iran, Iraq, Kazakistan, Mali, Nepal, Oman, Pakistan, Sudan, Tagikistan, Thailandia, Tunisia, Turkmenistan, Uzbekistan, Yemen.
Costante, inoltre, è sempre stato l'impegno dell'Istituto nella valorizzazione e conservazione dei beni culturali in Asia e in Africa anche mediante progetti di cooperazione, tra i quali vale la pena menzionare la costituzione nella Repubblica Popolare Cinese del 'Centro per la conservazione e il restauro del patrimonio storico-culturale' a Xi'an e del 'Sino-Italian Cooperation Training Center of Conservation and Restoration for Cultural Properties' a Pechino.

## Il patrimonio documentario e le raccolte museali

### Biblioteca
La biblioteca dell'IsIAO — che si articola in due sezioni, africana ed orientale — possiede circa duemilacinquecento testate periodiche (cinquecento correnti), raccolte rare e di pregio (manoscritti, xilografie, antiche edizioni, carte geografiche, raccolte fotografiche, etc.). Di singolare rilevanza sono, tra gli altri, il Fondo Tucci composto da circa venticinquemila volumi, tra cui un copioso manipolo di xilografie e manoscritti in lingua tibetana ed un ricco numero di testi in cinese della tradizione buddista; una collezione di microfilm riproducenti alcune raccolte di manoscritti tibetani e cinesi provenienti dalle grotte di Dunhuang; il Fondo Quaroni di carattere indologico ed il Fondo E. Dubbiosi composto di numerose opere manoscritte in arabo.

La Biblioteca è entrata a far parte della Biblioteca Nazionale Centrale di Roma nel secondo decennio del XXI secolo, grazie al fondamentale finanziamento dell'Istituto per l'Oriente Carlo Alfonso Nallino e del nuovo ISMEO di Roma, nonché del Dipartimento Asia, Africa, Mediterraneo dell'Università degli studi di Napoli "L'Orientale".

### Fototeca
Sezione africana: la raccolta, ereditata dal Ministero delle colonie, comprende circa centomila stampe fotografiche e ventimila negativi.
Sezione orientale: cinquecentomila foto prodotte nel corso delle missioni dell'Istituto. Circa ottomila sono frutto delle spedizioni di Giuseppe Tucci nella regione himalayana, con foto uniche di monumenti tibetani non più esistenti.

### Cartoteca
È ricca di tremila carte geografiche per un totale di quattordicimila fogli, ereditati dal servizio cartografico del Ministero delle colonie. La raccolta, che va dal penultimo decennio del XIX secolo alla prima metà del XX, è la più importante del genere in Italia e riguarda in particolare Eritrea, Etiopia, Somalia e Libia.

### Raccolte museali
Le collezioni orientali, di proprietà dell'Istituto e afferenti al Museo nazionale d'arte orientale Giuseppe Tucci di Roma, comprendono materiali rinvenuti nel corso delle campagne archeologiche. Importantissimi i reperti dell'arte del Gandhāra.
Le collezioni coloniali, conservate dall'Istituto nel Museo africano, comprendono opere di artisti italiani attivi nelle ex-colonie, dipinti etiopici, sculture lignee, documenti e cimeli di esploratori, elementi di arredo, produzioni locali, materiali archeologici.

## Scuola di lingue e culture orientali e africane
L'IsIAO, tra le sue finalità più rilevanti, ha quella di diffondere la conoscenza delle lingue e delle culture dei paesi dell'Africa e dell'Oriente attraverso appositi corsi; corsi che vantano una lunga e consolidata tradizione. Già nel lontano 1934, l'IsMEO disponeva — sotto la presidenza di Giovanni Gentile e la vice-presidenza di Giuseppe Tucci — l'istituzione in Roma di un corso di cinese e di uno di giapponese. Da allora furono via via istituiti corsi di bengalico, urdu, hindi, persiano ecc. e dal 1951 furono formalmente attivati i "Corsi pratici triennali di lingue e culture orientali e africane".

## Attività editoriale
Sin dagli anni 1950 l'IsIAO ha avviato una intensa attività editoriale che ha prodotto sinora più di 500 titoli tra monografie; edizioni critiche di manoscritti redatti in lingue orientali; rapporti di scavo; atti di convegni e riviste.
In particolare si segnalano: 103 titoli della Serie Orientale Roma; 42 di Reports and Memoirs; 7 di Restorations; il Grande Dizionario Cinese-Italiano di G. Casacchia e Bai Yukun, tra i più cospicui in una lingua occidentale con i suoi oltre 100 000 lemmi; e, tra le riviste, 63 numeri dal 1947 al 2009 di Africa (trimestrale in lingua italiana, francese ed inglese); 57 numeri dal 1950 al 2007 di East and West (trimestrale in lingua inglese).